# Louis Favre
Louis Favre, född 26 januari 1826 i Chêne-Bourg, Genève, Schweiz,  död 19 juli 1879 i Göschenen, Uri, Schweiz, var en schweizisk ingenjör känd för uppförandet av Sankt Gotthardstunneln.

## Biografi

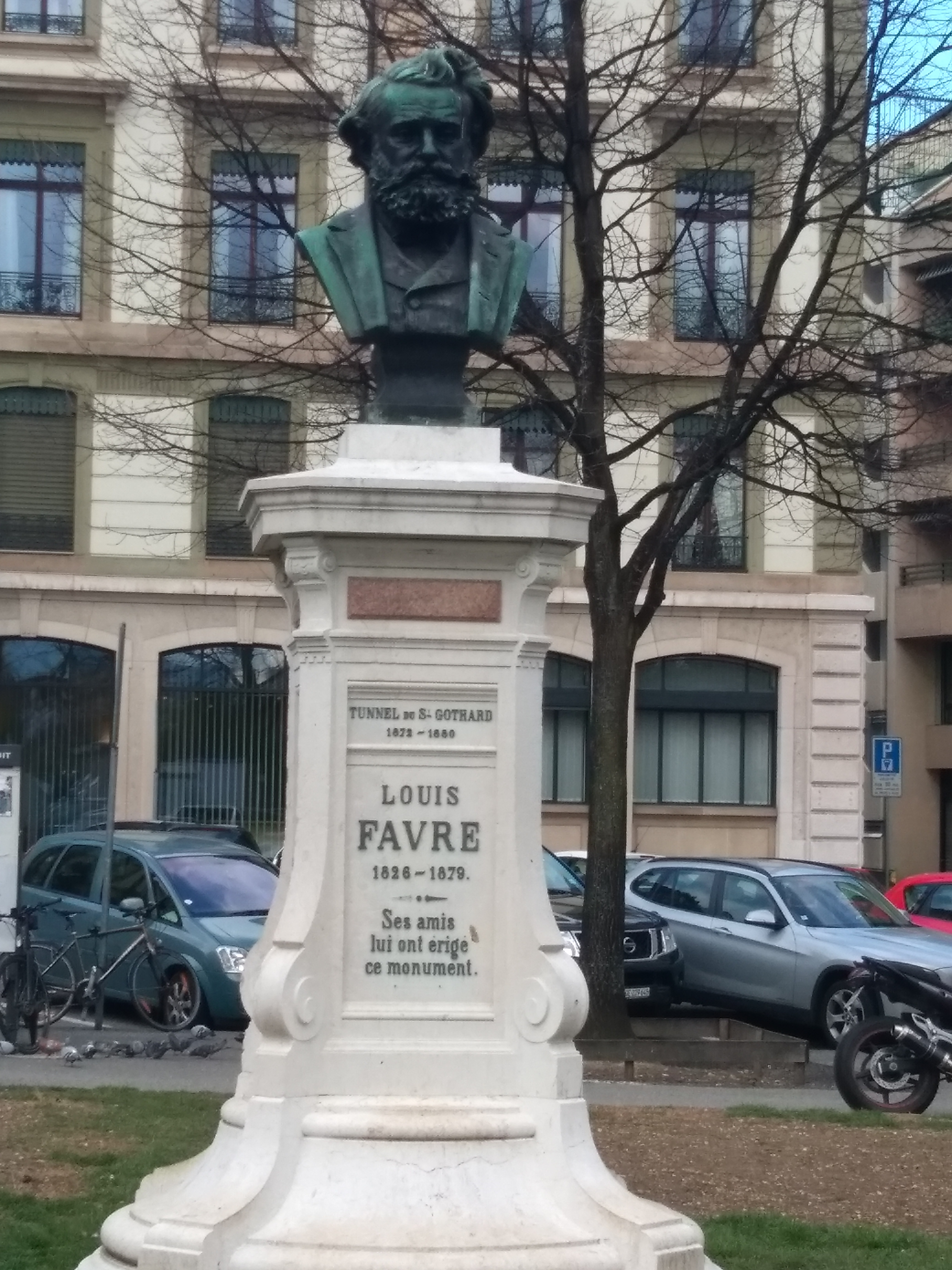
Louis Favre-monumentet i Genève

Favre var son till en snickare i Chêne, en liten by ungefär 3 kilometer från Genève. Vid arton års ålder reste han till Frankrike för att börja en karriär som konstruktör och utförare av anläggningsarbeten. Han var inte särskilt skolad men studerade de huvudsakliga grunderna inom sådana ämnen som skulle vara användbara för honom och tog kvällskurser för att kompensera för vad som saknades i hans tidigare utbildning. Han var, enligt en kollega "framför allt en praktisk man, som kompenserade med överraskande noggrannhet för att den tekniska kunskapen hade tvingats fram slumpmässigt".
År 1872 blev han inbjuden att bygga en tunnel genom Gotthardmassivet, som förbinder kantonen Ticino (söder) med resten av Schweiz (norra). Projektet var ett för den tiden stort företag, och dåraktigt enligt många kritiker. Utbyggnaden av tunneln medförde betydande förlust av människoliv och upptrappade kostnader, till följd av nyheten i arbetet och de stora svårigheter som presenterade sig. Favre fick ta stöten av fortsatt kritik, inklusive den som riktades mot honom av styrelsen för St. Gothard Company. Trots detta var kostnaden för tunneln per löpmeter en tredjedel mindre än den för den stora Mont Cenis-tunneln.
Tyvärr fick Favre inte uppleva tunnelns genombrott den 29 februari 1880. Den 19 juli 1879 dog han, 53 år, i Sankt Gotthardtunneln till följd av brusten aorta. Den vågade entreprenören dog i  arbetet 215 dagar före tunnelns genombrott. Tidigt på morgonen, med uppenbarligen god hälsa, körde Favre, tillsammans med en senioringenjör på Lyon-Mediterranean Railway och hans egen senioringenjör, Stockalper, in i tunneln för sista gången.
År 1889 restes i Göschenen ett minnesmärke över Favre och 1895 i Chêne, hans födelseort, en kolossalbyst av honom.